# Guttenberg (Nova Jérsei)
Guttenberg é uma vila localizada no estado americano de Nova Jérsei, no Condado de Hudson.

## Geografia
De acordo com o United States Census Bureau, a cidade tem uma área de 0,6 km², onde 0,5 km² estão cobertos por terra e 0,1 km² por água.

### Localidades na vizinhança
O diagrama seguinte representa as localidades num raio de 8 km ao redor de Guttenberg.

## Demografia
Segundo o censo nacional de 2010, a sua população é de 11 176 habitantes e sua densidade populacional é de 21 575,39 hab/km². É a localidade mais densamente povoada de Nova Jérsei. Possui 4 839 residências, que resulta em uma densidade de 9 341,74 residências/km².